# Севостьянов, Эрнест Васильевич
Эрнест Васильевич Севостьянов (род. 30 сентября 1938, Москва - умер 10 июля 2025, Москва) — испытатель парашютно-авиационной техники, Заслуженный парашютист-испытатель СССР (1988), Заслуженный мастер спорта СССР (1969).

## Биография
Родился 30 сентября 1938 года в городе Москве.
В 1960 году  окончил Московский химико-технологический институт, работал в ВНИИТ. Первый прыжок с парашютом совершил ещё будучи студентом в 1955 году, входя в клуб парашютистов ДОСААФ. С 1961 года входил в состав сборной СССР по парашютному спорту.
С 1962 года назначен старшим инженером по испытаниям в КБ НПП «Звезда» и по совместительству парашютистом-испытателем систем жизнеобеспечения лётного состава и космонавтов.
С 1964 года назначен парашютистом-испытателем НИИ парашютостроения.  
В 1967 году участник парашютного десанта высадившегося на Памирское фирновое плато. 27 июля 1968 года участвовал в десантировании на пик Ленина (площадка на высоте 7100 м) и прыжках на Северный полюс. Обладатель девяти мировых рекордов по парашютному спорту.

## Награды

### Почётные звания
- Заслуженный парашютист-испытатель СССР (1988[2])
- Заслуженный мастер спорта СССР (1969[3])
- Спортивный судья Всероссийской категории (2017[4])

## Труды
- Севостьянов Э. В. Парашютист-испытатель. Путь в профессию. — М.: Полиграф-сервис, 2004. — 168 с. — ISBN 5-86388-098-3.